# Velilla de Cinca
Pour les articles homonymes, voir Velilla (homonymie).
Velilla de Cinca est une commune d’Espagne, dans la province de Huesca, communauté autonome d'Aragon comarque de Bajo Cinca.